# Premi Lumière 2024
La cerimonia di premiazione della 29ª edizione dei Premi Lumière si è svolta il 22 gennaio 2024. Le candidature sono state annunciate il 14 dicembre 2023.
Con cinque candidature e tre vittorie, tra cui il Premio Lumière per il miglior film, Anatomia di una caduta è stato sia il film più candidato che il più premiato dell'edizione.

## Vincitori e candidati
I vincitori sono indicati in grassetto, a seguire gli altri candidati:

### Miglior film
- Anatomia di una caduta (Anatomie d'une chute), regia di Justine Triet
  - Ancora un'estate (L'Été dernier), regia di Catherine Breillat
  - The Animal Kingdom (Le Règne animal), regia di Thomas Cailley
  - Il caso Goldman (Le Procès Goldman), regia di Cédric Kahn
  - Goutte d'or, regia di Clément Cogitore

### Miglior regista
- Thomas Cailley - The Animal Kingdom (Le Règne animal)
  - Catherine Breillat - Ancora un'estate (L'Été dernier)
  - Clément Cogitore - Goutte d'or
  - Cédric Kahn - Il caso Goldman (Le Procès Goldman)
  - Justine Triet - Anatomia di una caduta (Anatomie d'une chute)

### Miglior attore
- Arieh Worthalter - Il caso Goldman (Le Procès Goldman)
  - Vincent Lacoste - Le Temps d'aimer
  - Karim Leklou - Vincent deve morire (Vincent doit mourir)
  - Melvil Poupaud - Il coraggio di Blanche (L'Amour et les Forêts)
  - Franz Rogowski - Disco Boy

### Miglior attrice
- Sandra Hüller - Anatomia di una caduta (Anatomie d'une chute)
  - Catherine Deneuve - La moglie del presidente (Bernadette)
  - Léa Drucker - Ancora un'estate (L'Été dernier)
  - Virginie Efira - Niente da perdere (Rien à perdre)
  - Hafsia Herzi - Le Ravissement - Rapita (Le Ravissement)

### Migliore promessa maschile
- Raphaël Quenard - Chien de la casse
  - Arthur Harari - Il caso Goldman (Le Procès Goldman)
  - Samuel Kircher - Ancora un'estate (L'Été dernier)
  - Milo Machado-Graner - Anatomia di una caduta (Anatomie d'une chute)
  - Abdulah Sissoko - Le Jeune Imam

### Migliore promessa femminile
- Ella Rumpf - Il teorema di Margherita (Le Théorème de Marguerite)
  - Suzanne Jouannet - La Voie royale
  - Louise Mauroy-Panzani - L'estate di Cléo (Àma Gloria)
  - Park Ji-min - Ritorno a Seoul (Retour à Séoul)
  - Pomme - La Vénus d'argent

### Migliore sceneggiatura
- Justine Triet e Arthur Harari - Anatomia di una caduta (Anatomie d'une chute)
  - Thomas Cailley e Pauline Munier - The Animal Kingdom (Le Règne animal)
  - Quentin Dupieux - Yannick - La rivincita dello spettatore (Yannick)
  - Cédric Kahn e Nathalie Hertzberg - Il caso Goldman (Le Procès Goldman)
  - Iris Kaltenbäck - Le Ravissement - Rapita (Le Ravissement)

### Migliore opera prima
- Le Ravissement - Rapita (Le Ravissement), regia di Iris Kaltenbäck
  - Chien de la casse, regia di Jean-Baptiste Durand
  - Disco Boy, regia di Giacomo Abbruzzese
  - La moglie del presidente (Bernadette), regia di Léa Domenach
  - Vincent deve morire (Vincent doit mourir), regia di Stéphan Castang

### Miglior documentario
- Quattro figlie, regia di Kaouther Ben Hania
  - Little Girl Blue, regia di Mona Achache
  - Notre Corps, regia di Claire Simon
  - La Rivière, regia di Dominique Marchais
  - Sull'Adamant - Dove l'impossibile diventa possibile (Sur l'Adamant), regia di Nicolas Philibert

### Miglior film d'animazione
- Linda e il pollo (Linda veut du poulet!), regia di Chiara Malta e Sébastien Laudenbach
  - Manodopera (Interdit aux chiens et aux italiens), regia di Alain Ughetto
  - Mars Express, regia di Jérémie Périn
  - Saules aveugles, femme endormie, regia di Pierre Földes
  - La Sirène, regia di Sepideh Farsi

### Migliore fotografia
- Jonathan Ricquebourg - Il gusto delle cose (La Passion de Dodin Bouffant)
  - Simon Beaufils - Anatomia di una caduta (Anatomie d'une chute)
  - David Cailley - The Animal Kingdom (Le Règne animal)
  - Hélène Louvart - Disco Boy
  - Sylvain Verdet - Goutte d'or

### Migliore musica
- Vitalic - Disco Boy
  - Amine Bouhafa - Quattro figlie
  - Andrea Laszlo De Simone - The Animal Kingdom (Le Règne animal)
  - Clément Ducol - Linda e il pollo (Linda veut du poulet!)
  - Chloé Thévenin - La Montagne

### Migliore coproduzione internazionale
- Racconto di due stagioni (Kuru otlar üstüne), regia di Nuri Bilge Ceylan
  - Il caftano blu (Le Bleu du caftan), regia di Maryam Touzani
  - Lost Country, regia di Vladimir Perišić
  - Noir Casablanca (Les Meutes), regia di Kamal Lazraq
  - The Old Oak, regia di Ken Loach